# بیلی بوی آرنولد
بیلی بوی آرنولد (انگلیسی: Billy Boy Arnold؛ زادهٔ ۱۶ سپتامبر ۱۹۳۵) یک موسیقی‌دان اهل ایالات متحده آمریکا است.